# انتباذ العدسة
انتباذ العدسة (بالإنجليزية: Ectopia lentis)‏ هو اقتلاع أو سوء تموضع عدسة العين عن مكانها الطبيعي. الانخلاع الجزئي للعدسة يدعى بالخلع الجزئي للعدسة (بالإنجليزية: lens subluxation أو subluxated lens)‏، أما الانخلاع الكلي للعدسة فيدعى بخلع العدسة (بالإنجليزية: lens luxation أو luxated lens)‏.

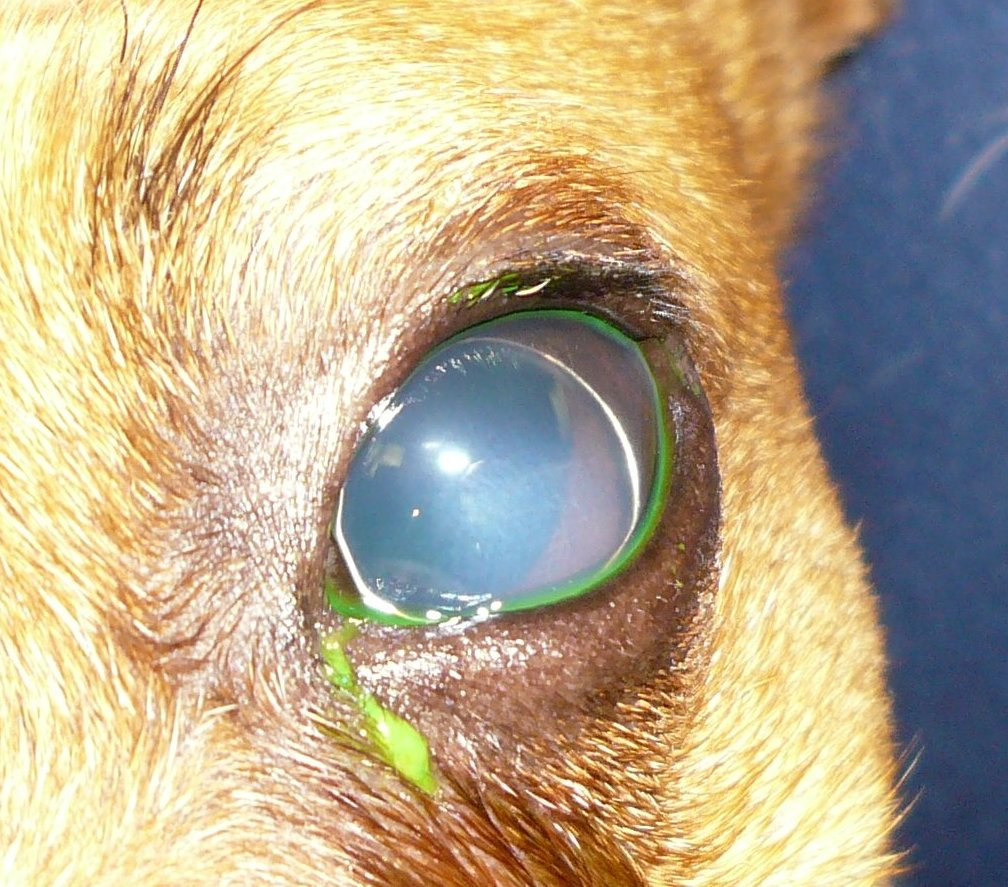
خلع داخلي لعدسة عين كلب

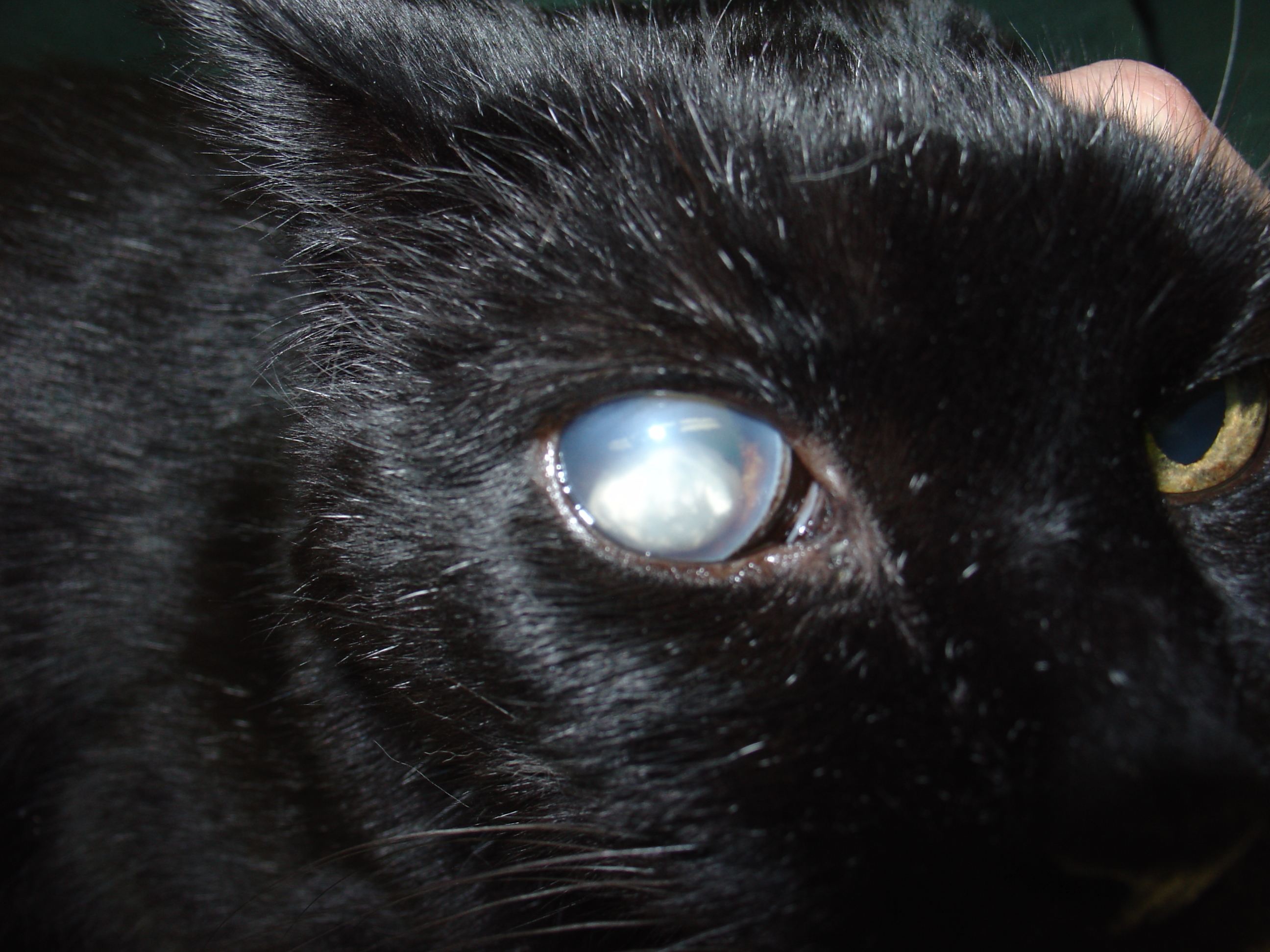
خلع داخلي لعدسة عين قط مع تكون مياه زرقاء